# Шонтинь (тайфун)
Тайфун Шонтинь (от Шон Тинь (Sơn Tinh), божества гор). Международное обозначение — 1223, по системе JTWC — 12W, по системе PAGASA — Ofel) — сильный тайфун, который обрушился на Филиппины и материковый Китай.
В результате тайфуна на Филиппинах из-за ливней погибли 24 человека. Шестеро рыбаков пропали без вести, более 13 тысяч пассажиров застряли на паромных терминалах и в портах. В результате наводнения река[какая?] вышла из берегов, в некоторых местах уровень воды поднялся почти на 13 метров в течение 24 часов. Грузовое судно «ML Lady RP II» с грузом копры составлявшим 1 200 мешков, затонуло близ Замбоанги в разгар бури. От сильного ветра в Кесон-Сити сошёл с рельсов поезд.